# Centrodora oophaga
Centrodora oophaga är en stekelart som först beskrevs av Girault 1917.  Centrodora oophaga ingår i släktet Centrodora och familjen växtlussteklar. Inga underarter finns listade.